# Leon Festinger
Leon Festinger (8. května 1919 – 11. února 1989) byl americký sociální psycholog, známý především svou teorií kognitivní disonance, kterou prvně formuloval roku 1956 v knize When Prophecy Fails a za rok rozvinul v práci Theory of Cognitive Dissonance. K jeho méně známým koncepcím patří teorie sociálního srovnávání, kterou formuloval roku 1954 či tzv. efekt blízkosti, který definoval roku 1950 spolu se svými studenty Stanley Schachterem a Kurtem Backem. Velmi se zasloužil o vstup experimentu do sociální psychologie, většina jeho teorií vznikla na základě experimentů s jeho studenty. Byl 5. nejcitovanějším psychologem ve 20. století.

## Život
Narodil se v newyorském Brooklynu, v rodině židovských imigrantů z Ruska. Vystudoval psychologii na University of Iowa, byl zde žákem Kurta Lewina. Roku 1945 se stal Lewinovým asistentem na nově vzniklém Research Center for Group Dynamics na Massachusettském technologickém institutu (MIT). Směr výzkumu našel Festinger poměrně náhodou, když byl pověřen studií o vlivu stavu studentských kolejí na studenty. Právě zde si všiml zákonitosti tzv. efektu blízkosti. Po Lewinově smrti přemístil výzkumné centrum na Univerzitu do Michiganu (1948), posléze na univerzitu v Minnesotě (1951) a nakonec na Stanfordovu univerzitu (1955). Roku 1957 se stala známou jeho teorie kognitivní disonance a učinila ho široce proslulým intelektuálem, časopis Fortune ho krátce poté označil za jednoho z deseti nejvlivnějších vědců v USA. Přesto, poměrně náhle a nečekaně, roku 1964 zcela opustil sociální psychologii, jejímž se stal klasikem, s argumentem, že potřebuje "injekci intelektuální stimulace" a zamířil do zcela jiného oboru - do výzkumu vnímání barev. Odjel zpět do New Yorku, kde otevřel laboratoř pro takto zaměřený výzkum. Roku 1979 ji zavřel pro mnoho technických problémů, aniž by se mu podařilo dosáhnout ohlasu podobného tomu v bývalém oboru. V závěru života se částečně k sociální psychologii vrátil, zajímali ho však již makrosystémy: řešil otázky typu, jak vlastně vzniká komplexní společnost (kniha The Human Legacy), či co rozhoduje o tom, že nějaká myšlenka či inovace bude nebo nebude ve společnosti přijata, zvláště ho zajímalo, proč středověká západní civilizace přijala techniku, zatímco východní Byzantská říše nikoli. Tato jeho teoretická práce však již nebyla dokončena, ukončila ji jeho smrt roku 1989.

## Dílo

### Efekt blízkosti
Teorie efektu blízkosti říká, že fyzická blízkost je často mnohem více sociálně určujícím faktorem než blízkost názorová či světonázorová. Festinger si toho prvně povšiml při studiu studentských kolejí, kdy se spolu více přátelili lidé s podobným typem bydlení než lidé s podobnými postoji k životu. Tato zákonitost dle Festingera platí obecně. (Příklad: voliči KSČM v Praze jsou kulturně a sociálně zřejmě bližší voličům ODS v Praze než voličům KSČM z Bruntálu, a zřejmě by běžná interakce mezi nimi byla snazší než s názorově blízkými, ale kulturně vzdálenými severomoravany).

### Kognitivní disonance
Teorie kognitivní disonance říká, že lidé častěji změní své názory a postoje, než by změnili své chování. Festingera zajímalo, jak lidé řeší situaci, kdy v jejich postojích existuje nějaký rozpor, disonance – povšiml si přitom, že ve většině rozhoduje jejich současné chování. Pokud jeden z protikladných názorů vyžaduje změnu chování, lidé raději pozmění či potlačí názor. (Příklad: pokud někomu chutná maso a je zvyklý ho jíst a zároveň má pochybnosti o tom, zda je pojídání masa etické, v drtivé většině případů potlačí své pochybnosti či poopraví etický postoj („je to ale nutné pro zdraví, je to přirozené atp“.), než by přestal maso jíst.
Zajímavostí je, že Festinger kognitivní disonanci objevil při studiu malé apokalyptické sekty vedené Dorothy Martinovou, která věřila, že přijímá zprávy od mimozemšťanů, kteří ji varovali před koncem světa. Festinger a jeho žáci se stali členy sekty, aby ji mohli důkladně prozkoumat. Martinová určila konec světa na 21. prosince. Když se nedostavil, oznámila, že svět zachránily proudy světla, které vycházely z členů sekty. Festinger a jeho tým byli mimořádně překvapeni tím, že víra členů sekty tím nebyla nijak narušena, byla naopak posílena – raději změnili své vědomí než zjevně nesmyslné chování, povšiml si Festinger a připravil posléze řadu experimentů, které měly tuto základní zákonitost ověřit.

### Česká vydání
FESTINGER, Leon; RIECKEN, Henry William; SCHACHTER, Stanley. Když se proroctví nesplní: Studie skupiny, která předpověděla konec světa. Překlad Hana Antonínová. Praha: Portál, 2021. 296 s. ISBN 978-80-262-1796-1.